# 绥靖主义

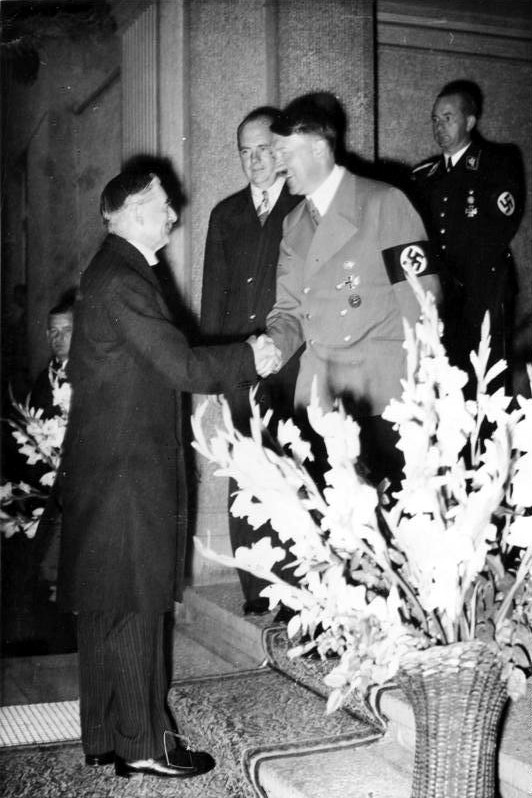
阿道夫·希特勒在1938年9月24日巴特戈德斯贝格会议开始前向英国首相内维尔·张伯伦致意的情景，也正是在该场会议上希特勒要求立刻吞并蘇台德地區，最终该场会议使得希特勒对外释出《哥德斯堡备忘录》

绥靖主義（英語：Appeasement），又译為姑息主義、綏靖政策，指對侵略勢力作出政治或物質让步的短視現實主義、孤立主義及和平主義政策來暫時避免軍事衝突的外交政策，常被用以指稱英國首相拉姆齊·麥克唐納、斯坦利·鮑德溫和內維爾·張伯倫在1935年至1939年間對德國和意大利實施的外交政策。
1930年代初，由於第一次世界大戰的創傷及《凡爾賽條約》的德國待遇等問題，這種讓步被一些人認為是正確的，法西斯主义也被认为是一股可以用以反对共产主义的力量。但是，在1938年9月30日達成《慕尼黑協定》時，這一政策已經遭到工黨與保守黨持不同政見者（如後來的首相溫斯頓·丘吉爾和安東尼·艾登）等人的反對。
法西斯主义在欧陆的崛起给民众敲响了警钟，張伯倫訴諸新聞審查制度來控制公眾輿論。在慕尼黑之後，他滿懷信心地宣布自己已經確保「我們時代的和平」得以持續下去。但是，特別是《德蘇互不侵犯條約》簽訂後，禍水東引的計劃破盤，二戰最終爆發，七十多年來，這些政策一直是學者，政界和外交官間激烈辯論的主題。

## 詞源
「綏靖」一詞來源不詳，但早見於左傳成公十三年：
文公恐懼，綏靖諸侯，秦師克還無害，則是我大有造於西也。
漢書卷九九．王莽傳
遂制禮作樂，有綏靖宗廟社稷之大勛。
三國志之吳書·陸遜傳
君其茂昭明德，修乃懿績，敬服王命，綏靖四方。

## 集體安全失敗
绥靖主义是在1937年至1938年間，通過持續讓步對德國元首希特勒和意大利首相墨索里尼實施的政策，旨在使獨裁者願意加入國際合作。希特勒無視他在慕尼黑所作的承諾，於1939年3月15日占領捷克斯洛伐克，而此前擁護绥靖的首相張伯倫決定採取抵抗德國的進一步侵略擴張。
張伯倫的绥靖政策源於國際聯盟的失敗和集體安全的失敗。國際聯盟於一戰後成立，希望以當時的國際合作和對侵略擴張的集體抵抗可以防止另一場戰爭。聯盟成員如果受到攻擊，有權獲得其他成員的協助。集體安全政策與實現國際裁軍的措施同時進行，並在可能的情況下以對侵略者的經濟制裁為基礎。當面對獨裁者的侵略時行为，例如纳粹德国对莱茵兰地区的再武装和意大利入侵埃塞俄比亚，国际联盟并没有做出实质性的行动。

### 英德海軍協定
儘管希特勒已經違反了《凡爾賽條約》，但在1935年的這一公約中，英國允許德國開始重建其海軍，包括U型潛艇。

### 萊茵蘭復軍事化
凡爾賽條約後，萊茵蘭進行了非軍事化。德國接受了1925年的《洛迦諾公約》所規定的這一安排。希特勒聲稱它威脅到德國，並於1936年3月7日將德軍派往萊茵蘭。他賭英國不介入，但不確定法國會如何反應。希特勒的許多顧問都反對這一行動。如果希特勒的部隊遭到法國抵抗，德軍將撤離。法國向聯盟提出抗議，但未採取任何行動。法國諮詢了英國，工黨議員休·道爾頓主張堅決抵抗。但英國首相斯坦利·鮑德溫說：英國無法保證支援法國，因為輿論不可能支持，英國人認為德軍只是走進他自己的後院。希特勒應邀進行談判，他提出了與西方的友好條約，但對於細節不發一語。希特勒對萊茵蘭的佔領，使他相信國際對德國無可奈何。

### 1937–1939年的綏靖
1937年，斯坦利·鮑德溫辭去首相，內維爾·張伯倫接任。張伯倫奉行綏靖和重新武裝政策。張伯倫的綏靖很大程度上取決於他在1938年與希特勒就捷克斯洛伐克問題進行的談判。

#### 德奧合併
儘管一戰的戰勝國禁止了德國和奧地利合併，但現在，對德奧合併的反應是溫和的。國際社會對1938年3月12日事件的反應使希特勒得出結論，認為他可以在擴張計劃中使用更具侵略性的策略。德奧合併為1938年9月的慕尼黑协定鋪平了道路，

## 二战前的绥靖

### 原因
對國家在第二次世界大战中採取綏靖政策原因，現在有多種解讀：
1. 對於世界大戰的恐懼：第一次世界大戰帶給各國的經濟和情感創傷還沒有癒合；
2. 由于凡爾賽和約對德國极端压迫，使得各國相信德國只是為了要回自己應得利益；
3. 英法兩國以爲希特勒局部收回德意志帝國的故土便會滿足；
4. 張伯倫認為可以信賴希特勒作出的承諾[8]；
5. 來自西方盟國的背叛；
6. 經歷1930年代經濟大蕭條，缺乏經濟實力與同期崛起的納粹德國對抗。

### 经过
1931年，日本發動九一八事變，雖然國際聯盟不承認日本扶植的滿洲國，但多國卻認爲中國和日本都是《非戰公約》締約國，主張中國和日本通過談判處理爭端，歐美多國沒有對日本在中國東北的軍事行動作出經濟制裁及軍事干預。
1935年3月，德国退出裁军会议，由原先的秘密扩军转变成公开且大规模地扩军备战。英国與德国缔结《英德海军协定》，雖然協定的條文限制德國海軍的規模，但這做法等同放寬在一戰後對德國擴充軍備的嚴格限制。
1935年1月，法国與意大利签定罗马协定，令意大利放心從利比亞調動部隊到東非侵略埃塞俄比亚战争。1935年10月，意大利經意屬索馬利亞及意屬厄利垂亞入侵埃塞俄比亚，並在隔年佔領了埃塞俄比亚全境，建立意屬東非。
1935年8月通过的美国中立法，要求美國維持軍事中立，雖然規定美國公民及公司不得向入侵埃塞俄比亚的意大利出售武器，但沒有禁止出售石油及礦產。
1936年3月，德军进入莱茵非武装区，英法按兵不动。8月德意兩國武装干涉西班牙内战支持佛朗哥的國民軍，英法则推行不干涉政策，沒有軍事援助西班牙第二共和国，佛朗哥推翻第二共和国後，佛朗哥政權成爲德國的盟友，德國還借西班牙战场完成了军事实验，提升德軍的組織和戰力。
1938年10月，希特勒的野心日益膨脹，開始染指捷克斯洛伐克，但是法國、英國、德國及意大利簽署慕尼黑协定，不干預德国進軍在捷克斯洛伐克的苏台德地区，德國和意大利之後勒令捷克斯洛伐克將斯洛伐克南部割給其盟友匈牙利王國，史稱第一次維也納仲裁裁決。
英法認爲希特勒會在得到苏台德地区後便會滿足，相继和德国发表了带有互不侵犯性质的《英德宣言》和《法德宣言》，以爲可避免歐洲爆發大戰，但在1939年3月，德国佔領捷克斯洛伐克並建立了傀儡政權波希米亞和摩拉維亞保護國及斯洛伐克共和國，匈牙利则佔領了喀爾巴阡魯塞尼亞。波蘭佔領了扎奧爾傑。1939年4月，意大利入侵並佔領了阿爾巴尼亞，國聯只譴責了義大利的行為。
1939年9月1日，德国入侵波兰，英法兩國对德國宣战，第二次世界大战正式爆发，但法國僅在9月7日對德國發動小規模的薩爾攻勢，9月17日被擊退後，雙方一直在邊境對峙，處於假戰狀態，蘇聯和德國在之前已締結《德蘇互不侵犯條約》，並且瓜分波兰，德國和蘇聯吞併波蘭後，德國趁西線處於假戰狀態，出兵入侵丹麥及挪威。

## 第二次世界大戰與綏靖

### 政府意見
大多數保守黨議員表示支持綏靖政策，儘管丘吉爾說他們意見分歧。1936年，丘吉爾與保守黨政治家代表團表達了對德國重新武裝的速度的警惕。在保守黨中，丘吉爾與眾不同的是，他認為德國威脅自由和民主，認為英國的重新武裝應該更加迅速地進行。
丘吉爾在慕尼黑的前一周警告說：在英國和法國的壓力下，捷克斯洛伐克事件等於完全是把西方民主國家投降到德國的武力威脅之下。他和其他一些拒絕對慕尼黑事件投票的保守黨人遭到當地選區政黨的不歡迎。

### 軍事意見
英國皇家海軍被部分人認爲傾向綏靖主義。1937年的阿比西尼亞危機中，英國皇家海軍表示有信心在公開戰爭中輕鬆擊敗意大利皇家海軍。但是，皇家海軍贊成綏靖政策，因為它不想將其大部分海軍力量用於地中海，從而削弱其對德國和日本的立場。1938年，皇家海軍允許了對慕尼黑的綏靖行動，因為它計算得出當時英國不干預仍將保持英國在防禦能力上的政治和軍事資源。
1930年代的英國媒體強調了直接對抗的危險，他們的普遍共識是對一支納粹部隊防禦是不可能的。皇家空軍在1938年10月向戰鬥機部門發出警告，稱德國轟炸機可能造成的情況......在接下來的十二個月中肯定不會令人滿意。
在法國，空軍情報部門仔細檢查了德國空軍的實力。德國每月生產1000架戰機，當時的法國空軍認為德國具有決定性的空中優勢，因此對1938年保衛捷克斯洛伐克的能力感到悲觀。法國航空部長樂觀地告訴政府，空軍有能力制止一支德國空軍。但是，空軍參謀長約·維耶明將軍作出警告，他一貫反對與德國交戰。

### 反對黨
英國的工黨原則上反對德國，但主張和平主義。當時工黨的領導人克萊曼·艾德禮最初認為和平不能靠國防，而是靠世界的法治與經濟力量，主張在國際聯盟的指導下廢除國家軍備，甚至是裁軍和建立世界維和部隊。在德國開始增加軍力時，英國官方反應竟是向法國政府施壓，要求法國讓步以安撫德國。然而，由於德國的威脅越來越大，國際聯盟的效率低下，這項政策最終不得人心。艾德禮到1930年代末期，轉而支持邱吉爾的觀點，強烈反對張伯倫的綏靖政策。

### 輿論
英國的輿論在1930年代初一直強烈反對戰爭和重新武裝，儘管這種情況在十年中開始有所改變。在1933年牛津大學的一次辯論中，一群大學生通過了一項動議，說他們不會參戰，這使德國的一些人說英國永遠不會參戰。鮑德溫告訴下議院，由於該國強烈的和平主義情緒，他在1933年無法實行重整政策。1935年，有一千一百萬人對國際聯盟的和平投票作出反應，承諾通過國際協定支持削減軍備。另一方面，同一項調查還發現，有58.7％的英國選民贊成針對侵略者的集體軍事制裁。隨著1936年西班牙內戰的爆發，即使是和平運動的左翼也開始迅速轉向，許多和平選民開始贊同抵抗希特勒。1937年，大多數年輕的和平主義者已經改變了看法，認為對於德國的正當回應可能是戰爭。
1937年倫敦時報杰弗裡·道森表示:每天晚上我都竭盡所能，避免寫出任何可能傷害英國與德國脆弱關係的報導。
1938年9月30日，張伯倫回到英國後，向人群發表了他著名的「我們時代的和平」演說。該協議得到了大多數媒體的支持，只有雷諾新聞和一家傾向於工黨的報紙表示反對。工黨在議會中反對該協定。一些保守黨人投了棄權票。但是，唯一提倡戰爭的國會議員是保守黨达夫·库珀，他為表示抗議該協議而辭職。

### 媒體的作用
綏靖主義的正面觀點部分是由媒體塑造的。倫敦時報的德國通訊員諾曼·埃布特（Norman Ebbutt）指控，他關於納粹軍國主義的持續報導遭到編輯杰弗裡·道森的壓制。理查德·科克特（Richard Cockett），威廉·勞倫斯·夏伊勒和弗蘭克·麥克唐納（Frank McDonough）等歷史學家都證實了這一主張。 1938年10月的蓋洛普民意調查結果顯示，有86％的公眾認為希特勒對自己未來的領土野心撒謊，但是被立場偏袒張伯倫的出版商在最後一刻從《新聞紀事》中刪掉了。
張伯倫對BBC的直接操縱是持續和令人震驚的。例如，哈利法克斯勳爵告訴廣播製作人不要冒犯希特勒和墨索里尼，他們通過審查工黨的反德國和意大利評論來遵守。張伯倫展示了當時的民主政體在試圖操控新聞界時的影響。對於張伯倫而言，這樣做的危險在於，他寧願忘記自己發揮了如此的影響力，而越來越多地將當時的新聞界誤認為是真正的公眾輿論。
張伯倫從慕尼黑回來的那天，記者希拉·格蘭特·達夫（Shiela Grant Duff）的《企鵝特別版》，由捷克人與歐洲人出版並分發給每位議員。她的書是對捷克民族的熱情捍衛，對英國政策進行了詳盡的批評。它具有影響力並被廣泛閱讀。

### 二戰開端
德國入侵波蘭，點燃了第二次世界大戰，人們一致認為綏靖主義是負有責任的。工黨國會議員休·道爾頓等人與保守黨人和對希特勒持反對態度的貴族王室確定了新政策。三名英國記者邁克爾·富特，弗蘭克·歐文和彼得·霍華德出書並以「加圖」的名義寫作，呼籲將15位公眾人物免職，其中包括張伯倫和鮑德溫。據說，綏靖政策促成了保守黨在1945年大選中的失敗。歷史學家戴維·戴克斯（David Dilks）認為，綏靖主義的目的是以他人的代價購買暫時的和平。

### 第二次世界大戰後：歷史學家
歷史學家在事後以各種方式解釋了張伯倫的政策。可以說，張伯倫真誠地相信，希特勒和墨索里尼的野心是有限的，解決他們的不滿將保護世界免受戰爭的侵害；為了安全，應該加強軍事和空中力量。許多人認為這種信念是謬誤的，因為獨裁者的要求不受限制，綏靖使他們有時間獲得更大的力量。
A·J·P·泰勒在《第二次世界大戰的起源》中的論點（有時被稱為修正觀點）在當時遭到許多歷史學家的拒絕，在英國和美國對他的著作的評論普遍風評不佳。然而，他的一些見解受到關注。他被認為試圖證明綏靖是一項受歡迎的政策，並且英國外交在1933年以後具有連續性，打破了普遍觀點：一個小型的墮落集團，面對公眾的強烈反對，在1930年代的某個時候神秘地劫持了英國政府。他試圖將1930年代的領導人描繪成嘗試解決問題者。
在1990年代初期，由於一些歷史學家認為綏靖可能是1930年代英國政府的唯一選擇，因此出現了一種新的綏靖理論。

### 第二次世界大戰後：政治家
美國總統哈里·杜魯門借用綏靖主義，解釋了他決定參加1950年的韓戰。
美國傳統基金會的迈克尔·约翰斯在1987年寫道：“羅納德·雷根抵達華盛頓後七年，美國政府及其盟國仍然以綏靖文化為主導。

## 苏联的反应
1938年8月，慕尼黑陰謀發生之後，蘇聯對英法更加不信任，加上史達林也有領土擴張的野心，蘇聯也對德國採取绥靖政策。1939年8月，蘇聯和德國簽訂《蘇德互不侵犯條約》，史達林又與希特勒合謀侵略波蘭，德國之後可以集中兵力入侵西歐。1939年9月，德軍對波蘭發動突襲，波蘭國土大片淪陷，蘇聯也配合夾攻波蘭東部，之後以保衛「西部邊界安全」為藉口與目的陸續侵佔波羅的海三國及發動冬季戰爭入侵芬蘭，其宣稱爲建立戰爭防備緩衝帶。1941年6月22日，德国在不列顛空戰失利後，擱置入侵英国，反而对苏联發動突襲，苏联的绥靖政策也最终破灭。